# Tephromela rimosula
Tephromela rimosula är en lavart som beskrevs av Øvstedal. Tephromela rimosula ingår i släktet Tephromela och familjen Mycoblastaceae.   Inga underarter finns listade i Catalogue of Life.